# IC 3451
IC 3451 ist eine linsenförmige Galaxie vom Hubble-Typ S0 im Sternbild Haar der Berenike am Nordsternhimmel. Sie ist schätzungsweise 831 Millionen Lichtjahre von der Milchstraße entfernt und hat einen Durchmesser von etwa 120.000 Lichtjahren.

Im selben Himmelsareal befinden sich u. a. die Galaxien NGC 4495, IC 3402, IC 3441, PGC 1848296.
Das Objekt wurde am 23. März 1903 vom deutschen Astronomen Max Wolf entdeckt.